# Брейтовский район
Брейтовский райо́н — административно-территориальная единица (район) и муниципальное образование (муниципальный район) в составе Ярославской области Российской Федерации. Административный центр — село Брейтово.

## География
Площадь 2155 км² (7-е место среди районов). Брейтовский район граничит на юге с Некоузским районом Ярославской области, а также с Тверской областью на западе и с Вологодской областью на севере.
Основные реки — Сить, Себла. Территория района на значительном расстоянии примыкает к Рыбинскому водохранилищу. Часть района, отделённая водохранилищем от остальной области, является территорией Дарвинского биосферного заповедника. По суше добраться сюда можно только через территорию Тверской и Вологодской областей.

## История
Брейтовская земля в 1321—1471 годах входила в состав удельного Мологского княжества, а в 1777—1929 годах — в состав Мологского уезда.
Брейтовский район образован постановлением Президиума ВЦИК от 10 июня 1929 года в составе Рыбинского округа Ивановской Промышленной области. С 11 марта 1936 года район вошёл в состав вновь образованной Ярославской области. 20 декабря 1940 года к району присоединена часть сельских Советов ликвидированного Мологского района.

## Население
| 1939   | 1959    | 1970    | 1979    | 1989    | 2002  | 2007  | 2009  | 2010  |
| ------ | ------- | ------- | ------- | ------- | ----- | ----- | ----- | ----- |
| 39 317 | ↘21 836 | ↘15 811 | ↘12 395 | ↘11 019 | ↘9183 | ↘8535 | ↘7842 | ↘7034 |
| 2011   | 2012    | 2013    | 2014    | 2015    | 2016  | 2017  | 2018  | 2019  |
| ↘7013  | ↘6994   | ↘6916   | ↘6802   | ↘6669   | ↘6520 | ↘6340 | ↘6116 | ↘5989 |
| 2020   | 2021    |         |         |         |       |       |       |       |
| ↘5807  | ↘5546   |         |         |         |       |       |       |       |

Население по данным на 1 января 2010 года составляет 7705 человек — наименьшее среди районов области.

### Национальный состав
По итогам переписи населения 2020 года проживали следующие национальности (национальности менее 0,1 % и другое, см. в сноске к строке «Другие»):
| Национальность | Численность, чел. | Доля     |
| -------------- | ----------------- | -------- |
| Русские        | 5364              | 96,72 %  |
| Армяне         | 43                | 0,78 %   |
| Украинцы       | 16                | 0,29 %   |
| Другие         | 123               | 2,21 %   |
| Итого          | 5546              | 100,00 % |

## Административное деление
Брейтовский район как административно-территориальная единица области включает 8 сельских округов.
Брейтовский муниципальный район в рамках организации местного самоуправления включает 3 муниципальных образования со статусом сельского поселения.
| Административно- территориальная единица | Административный центр | Муниципальное образование       | Административный центр | Количество населённых пунктов | Население (чел.) | Площадь (км²) |                            |             |                                |             |    |       |        |
| ---------------------------------------- | ---------------------- | ------------------------------- | ---------------------- | ----------------------------- | ---------------- | ------------- | -------------------------- | ----------- | ------------------------------ | ----------- | -- | ----- | ------ |
| Административно- территориальная единица | Административный центр | Муниципальное образование       | Административный центр | Количество населённых пунктов | Население (чел.) | Площадь (км²) | Брейтовский сельский округ | с. Брейтово | Брейтовское сельское поселение | с. Брейтово | 74 | ↗3873 | 992,81 |
| Покрово-Ситский сельский округ           | с. Покровское на Сити  |                                 |                        |                               |                  |               |                            |             | Брейтовское сельское поселение | с. Брейтово | 74 | ↗3873 | 992,81 |
| Ульяновский сельский округ               | д. Ульяниха            |                                 |                        |                               |                  |               |                            |             | Брейтовское сельское поселение | с. Брейтово | 74 | ↗3873 | 992,81 |
| Гореловский сельский округ               | с. Горелово            | Гореловское сельское поселение  | с. Горелово            | 40                            | ↘929             | 538,87        |                            |             |                                |             |    |       |        |
| Севастьянцевский сельский округ          | д. Севастьянцево       | Гореловское сельское поселение  | с. Горелово            | 40                            | ↘929             | 538,87        |                            |             |                                |             |    |       |        |
| Прозоровский сельский округ              | с. Прозорово           | Прозоровское сельское поселение | с. Прозорово           | 47                            | ↘744             | 623,03        |                            |             |                                |             |    |       |        |
| Сутковский сельский округ                | с. Сутка               | Прозоровское сельское поселение | с. Прозорово           | 47                            | ↘744             | 623,03        |                            |             |                                |             |    |       |        |
| Филимоновский сельский округ             | с. Косково             | Прозоровское сельское поселение | с. Прозорово           | 47                            | ↘744             | 623,03        |                            |             |                                |             |    |       |        |

## Населённые пункты
Всего в районе насчитывается 161 населённый пункт (все — сельские):
| №   | Населённый пункт   | Тип     | Население (чел.) | Сельский округ   | Сельское поселение |
| --- | ------------------ | ------- | ---------------- | ---------------- | ------------------ |
| 1   | Абросово           | деревня | ↘3               | Сутковский       | Прозоровское       |
| 2   | Александровка      | деревня | →0               | Филимоновский    | Прозоровское       |
| 3   | Аргуны             | деревня | →0               | Брейтовский      | Брейтовское        |
| 4   | Базыки             | деревня | ↘0               | Севастьянцевский | Гореловское        |
| 5   | Байловское         | село    | ↗4               | Севастьянцевский | Гореловское        |
| 6   | Балобаново         | деревня | ↗8               | Покрово-Ситский  | Брейтовское        |
| 7   | Барыгино           | деревня | ↘3               | Филимоновский    | Прозоровское       |
| 8   | Белорусс           | деревня | ↘5               | Севастьянцевский | Гореловское        |
| 9   | Берелево           | деревня | ↘4               | Брейтовский      | Брейтовское        |
| 10  | Бобровник          | деревня | ↘4               | Покрово-Ситский  | Брейтовское        |
| 11  | Большая Новинка    | деревня | ↘10              | Ульяновский      | Брейтовское        |
| 12  | Большое Иваньково  | деревня | ↘20              | Севастьянцевский | Гореловское        |
| 13  | Бор-Дорки          | деревня | ↘47              | Гореловский      | Гореловское        |
| 14  | Борисовка          | деревня | ↘4               | Филимоновский    | Прозоровское       |
| 15  | Браниха            | деревня | ↘4               | Ульяновский      | Брейтовское        |
| 16  | Брейтово           | село    | ↘3308            | Брейтовский      | Брейтовское        |
| 17  | Бреньково          | деревня | ↘27              | Брейтовский      | Брейтовское        |
| 18  | Брилино            | деревня | ↘11              | Сутковский       | Прозоровское       |
| 19  | Буянка             | деревня | →0               | Брейтовский      | Брейтовское        |
| 20  | Вертлюгово         | деревня | ↘18              | Филимоновский    | Прозоровское       |
| 21  | Верхняя Ветка      | деревня | →1               | Филимоновский    | Прозоровское       |
| 22  | Водяники           | деревня | ↗29              | Гореловский      | Гореловское        |
| 23  | Волково            | деревня | ↘0               | Сутковский       | Прозоровское       |
| 24  | Воронец            | деревня | →2               | Покрово-Ситский  | Брейтовское        |
| 25  | Высоково           | деревня | ↘13              | Покрово-Ситский  | Брейтовское        |
| 26  | Вышка              | деревня | ↘0               | Покрово-Ситский  | Брейтовское        |
| 27  | Вышка              | посёлок | ↗19              | Покрово-Ситский  | Брейтовское        |
| 28  | Гаврильцево        | деревня | ↘0               | Ульяновский      | Брейтовское        |
| 29  | Глинник            | деревня | ↘0               | Ульяновский      | Брейтовское        |
| 30  | Горелово           | село    | ↘234             | Гореловский      | Гореловское        |
| 31  | Горильдово         | деревня | ↘7               | Севастьянцевский | Гореловское        |
| 32  | Горинское          | село    | ↘35              | Прозоровский     | Прозоровское       |
| 33  | Горка              | деревня | →2               | Филимоновский    | Прозоровское       |
| 34  | Городища           | деревня | →0               | Ульяновский      | Брейтовское        |
| 35  | Гребенино          | деревня | ↘0               | Ульяновский      | Брейтовское        |
| 36  | Григорьево         | деревня | ↘0               | Сутковский       | Прозоровское       |
| 37  | Гришино            | деревня | ↘8               | Филимоновский    | Прозоровское       |
| 38  | Губино             | деревня | →0               | Покрово-Ситский  | Брейтовское        |
| 39  | Дмитрехово         | деревня | ↘11              | Гореловский      | Гореловское        |
| 40  | Дорки              | деревня | ↘9               | Филимоновский    | Прозоровское       |
| 41  | Дубец              | деревня | ↘33              | Гореловский      | Гореловское        |
| 42  | Дубецкая Дача      | деревня | ↘2               | Гореловский      | Гореловское        |
| 43  | Дубровка           | деревня | ↘6               | Сутковский       | Прозоровское       |
| 44  | Дуброво-Базыки     | деревня | ↗8               | Покрово-Ситский  | Брейтовское        |
| 45  | Дуденево           | деревня | ↘51              | Брейтовский      | Брейтовское        |
| 46  | Дурасово           | деревня | ↘33              | Брейтовский      | Брейтовское        |
| 47  | Жеребцово          | деревня | →0               | Севастьянцевский | Гореловское        |
| 48  | Живетьево          | деревня | ↘19              | Прозоровский     | Прозоровское       |
| 49  | Захарино           | деревня | ↘8               | Брейтовский      | Брейтовское        |
| 50  | Захарово           | деревня | →0               | Севастьянцевский | Гореловское        |
| 51  | Зеленцино          | деревня | ↘3               | Севастьянцевский | Гореловское        |
| 52  | Змазнево           | деревня | →2               | Ульяновский      | Брейтовское        |
| 53  | Ивановка           | деревня | →0               | Брейтовский      | Брейтовское        |
| 54  | Ивановское         | деревня | ↘5               | Севастьянцевский | Гореловское        |
| 55  | Иванцево           | деревня | ↘8               | Прозоровский     | Прозоровское       |
| 56  | Игнатово           | деревня | ↘9               | Ульяновский      | Брейтовское        |
| 57  | Карповское         | деревня | →0               | Филимоновский    | Прозоровское       |
| 58  | Кетово             | деревня | ↗1               | Севастьянцевский | Гореловское        |
| 59  | Киселево           | деревня | ↘14              | Филимоновский    | Прозоровское       |
| 60  | Клычево            | деревня | ↗1               | Сутковский       | Прозоровское       |
| 61  | Ключики            | деревня | →9               | Ульяновский      | Брейтовское        |
| 62  | Княгинино          | деревня | ↘21              | Покрово-Ситский  | Брейтовское        |
| 63  | Комарово           | деревня | →7               | Севастьянцевский | Гореловское        |
| 64  | Конюхово           | деревня | ↗4               | Севастьянцевский | Гореловское        |
| 65  | Копань             | деревня | ↘30              | Ульяновский      | Брейтовское        |
| 66  | Коростель          | деревня | ↘41              | Покрово-Ситский  | Брейтовское        |
| 67  | Косково            | село    | ↘58              | Филимоновский    | Прозоровское       |
| 68  | Красково           | деревня | ↘11              | Ульяновский      | Брейтовское        |
| 69  | Кривцово           | деревня | ↘49              | Прозоровский     | Прозоровское       |
| 70  | Крутец             | деревня | →0               | Брейтовский      | Брейтовское        |
| 71  | Куфтырево          | деревня | ↘48              | Филимоновский    | Прозоровское       |
| 72  | Лискино            | деревня | ↘40              | Сутковский       | Прозоровское       |
| 73  | Логинцево          | деревня | ↘68              | Брейтовский      | Брейтовское        |
| 74  | Лопатино           | деревня | ↘22              | Брейтовский      | Брейтовское        |
| 75  | Лукино             | деревня | ↘15              | Сутковский       | Прозоровское       |
| 76  | Лукинское          | деревня | ↘64              | Севастьянцевский | Гореловское        |
| 77  | Ляховые            | деревня | ↘9               | Гореловский      | Гореловское        |
| 78  | Малая Новинка      | деревня | ↘17              | Ульяновский      | Брейтовское        |
| 79  | Малый Липовец      | деревня | ↘109             | Гореловский      | Гореловское        |
| 80  | Манилово           | деревня | ↗15              | Брейтовский      | Брейтовское        |
| 81  | Медведково         | деревня | →0               | Брейтовский      | Брейтовское        |
| 82  | Медухово           | деревня | ↘80              | Севастьянцевский | Гореловское        |
| 83  | Минюшино           | деревня | ↘13              | Покрово-Ситский  | Брейтовское        |
| 84  | Михайловское       | деревня | ↘7               | Покрово-Ситский  | Брейтовское        |
| 85  | Михалево           | деревня | →0               | Ульяновский      | Брейтовское        |
| 86  | Михальково         | деревня | ↘74              | Брейтовский      | Брейтовское        |
| 87  | Мусино             | деревня | ↘32              | Филимоновский    | Прозоровское       |
| 88  | Мясниково          | деревня | ↘1               | Ульяновский      | Брейтовское        |
| 89  | Набережная         | деревня | ↘15              | Брейтовский      | Брейтовское        |
| 90  | Назариха           | деревня | ↘4               | Ульяновский      | Брейтовское        |
| 91  | Нечесово           | деревня | ↗42              | Брейтовский      | Брейтовское        |
| 92  | Нивищи             | деревня | →0               | Покрово-Ситский  | Брейтовское        |
| 93  | Нивищи             | деревня | ↘8               | Сутковский       | Прозоровское       |
| 94  | Никитинское        | деревня | ↘6               | Ульяновский      | Брейтовское        |
| 95  | Никола             | деревня | ↘42              | Гореловский      | Гореловское        |
| 96  | Никольское         | деревня | ↘5               | Филимоновский    | Прозоровское       |
| 97  | Никулино           | деревня | ↘1               | Брейтовский      | Брейтовское        |
| 98  | Новинка            | деревня | ↘106             | Брейтовский      | Брейтовское        |
| 99  | Новое              | деревня | ↘0               | Севастьянцевский | Гореловское        |
| 100 | Новое Мерзлеево    | деревня | ↗39              | Покрово-Ситский  | Брейтовское        |
| 101 | Новый              | посёлок | →0               | Ульяновский      | Брейтовское        |
| 102 | Новый Покровок     | деревня | ↘3               | Брейтовский      | Брейтовское        |
| 103 | Ножовники          | деревня | ↘20              | Брейтовский      | Брейтовское        |
| 104 | Носова             | деревня | ↘46              | Брейтовский      | Брейтовское        |
| 105 | Обухово            | деревня | →7               | Ульяновский      | Брейтовское        |
| 106 | Овинчищи           | деревня | ↘6               | Покрово-Ситский  | Брейтовское        |
| 107 | Орлово             | село    | ↘10              | Сутковский       | Прозоровское       |
| 108 | Остряковка         | деревня | ↘122             | Севастьянцевский | Гореловское        |
| 109 | Патрюшино          | деревня | ↘0               | Ульяновский      | Брейтовское        |
| 110 | Петровское         | деревня | ↘8               | Прозоровский     | Прозоровское       |
| 111 | Подольское         | деревня | ↘3               | Сутковский       | Прозоровское       |
| 112 | Покровское на Сити | село    | ↘95              | Покрово-Ситский  | Брейтовское        |
| 113 | Прозорово          | село    | ↘327             | Прозоровский     | Прозоровское       |
| 114 | Промежки           | деревня | ↘18              | Сутковский       | Прозоровское       |
| 115 | Редемское          | деревня | ↘15              | Прозоровский     | Прозоровское       |
| 116 | Рогозино           | деревня | ↘7               | Прозоровский     | Прозоровское       |
| 117 | Рысье              | деревня | ↘4               | Ульяновский      | Брейтовское        |
| 118 | Самоседово         | деревня | ↘4               | Сутковский       | Прозоровское       |
| 119 | Сарабуха           | деревня | ↘9               | Прозоровский     | Прозоровское       |
| 120 | Себельское         | деревня | ↘37              | Прозоровский     | Прозоровское       |
| 121 | Севастьянцево      | деревня | ↘38              | Севастьянцевский | Гореловское        |
| 122 | Семеновка          | деревня | ↘17              | Ульяновский      | Брейтовское        |
| 123 | Семеновское        | село    | →0               | Покрово-Ситский  | Брейтовское        |
| 124 | Середка            | деревня | →2               | Филимоновский    | Прозоровское       |
| 125 | Скоркино           | деревня | ↘2               | Сутковский       | Прозоровское       |
| 126 | Соболево           | деревня | ↘13              | Севастьянцевский | Гореловское        |
| 127 | Соколы             | деревня | ↘11              | Ульяновский      | Брейтовское        |
| 128 | Старое Мерзлеево   | деревня | ↘4               | Покрово-Ситский  | Брейтовское        |
| 129 | Сторожево          | деревня | ↘6               | Покрово-Ситский  | Брейтовское        |
| 130 | Строково           | деревня | ↘10              | Ульяновский      | Брейтовское        |
| 131 | Суминское          | деревня | ↘65              | Прозоровский     | Прозоровское       |
| 132 | Сутка              | село    | ↘165             | Сутковский       | Прозоровское       |
| 133 | Сущева             | деревня | ↗13              | Брейтовский      | Брейтовское        |
| 134 | Телятово           | деревня | ↘55              | Севастьянцевский | Гореловское        |
| 135 | Тимонино           | деревня | ↗14              | Севастьянцевский | Гореловское        |
| 136 | Торонково          | деревня | ↗13              | Покрово-Ситский  | Брейтовское        |
| 137 | Третьячиха         | деревня | →0               | Прозоровский     | Прозоровское       |
| 138 | Трухино            | деревня | ↘18              | Брейтовский      | Брейтовское        |
| 139 | Турбаново          | деревня | →2               | Покрово-Ситский  | Брейтовское        |
| 140 | Тургенево          | деревня | ↗11              | Севастьянцевский | Гореловское        |
| 141 | Тынково            | деревня | →0               | Брейтовский      | Брейтовское        |
| 142 | Тявково            | деревня | ↘8               | Севастьянцевский | Гореловское        |
| 143 | Ульяниха           | деревня | ↘232             | Ульяновский      | Брейтовское        |
| 144 | Фатьяново          | деревня | →0               | Севастьянцевский | Гореловское        |
| 145 | Федорково          | деревня | →0               | Брейтовский      | Брейтовское        |
| 146 | Филимоново         | деревня | ↘30              | Севастьянцевский | Гореловское        |
| 147 | Филимоново         | деревня | ↘41              | Филимоновский    | Прозоровское       |
| 148 | Филипцево          | деревня | ↘3               | Севастьянцевский | Гореловское        |
| 149 | Халево             | деревня | ↘2               | Ульяновский      | Брейтовское        |
| 150 | Холопово           | деревня | ↘70              | Прозоровский     | Прозоровское       |
| 151 | Цыбыцино           | деревня | ↘23              | Покрово-Ситский  | Брейтовское        |
| 152 | Чагино             | деревня | ↘30              | Севастьянцевский | Гореловское        |
| 153 | Чаяново            | деревня | ↘3               | Гореловский      | Гореловское        |
| 154 | Черкасово          | село    | ↘165             | Севастьянцевский | Гореловское        |
| 155 | Чёрный Враг        | деревня | ↘10              | Севастьянцевский | Гореловское        |
| 156 | Чурилово           | деревня | ↗4               | Прозоровский     | Прозоровское       |
| 157 | Шаховая            | деревня | →0               | Севастьянцевский | Гореловское        |
| 158 | Шеломово           | деревня | ↘32              | Севастьянцевский | Гореловское        |
| 159 | Яковлево           | деревня | →0               | Сутковский       | Прозоровское       |
| 160 | Яковлевское        | деревня | ↘12              | Покрово-Ситский  | Брейтовское        |
| 161 | Ясная Поляна       | деревня | ↘4               | Прозоровский     | Прозоровское       |

### Упразднённые населённые пункты
В 2019 году упразднены деревни Малиновка и Ревятино Ульяновского сельского округа; Вязовики и Крохино Севастьянцевского сельского округа; Арцыбашево Прозоровского сельского округа.

## Достопримечательности
- Церковь Введения во храм Пресвятой Богородицы (1797 г Перестроена в 1895 г) с. Байловское. Заброшено
- Церковь Михаила Архангела (1806 г) с. Семёновское. Действует
- Церковь Покрова Пресвятой Богородицы (1808 г) с. Покровское-на-Сити. Действует
- Церковь Сергия Радонежского (2000-2001 г) д. Тимонино. Действует
- Деревянная церковь Николая Чудотворца (2007-2008 г) с.Горелово. Действует
- Церковь Михаила Архангела (1808 г) с. Прозорово. Действует
- Церковь Благовещения Пресвятой Богородицы (1913 или 1917 г) с.Горинское. Восстанавливается
- Церковь Димитрия Солунского (приблизительно 1770 и 1830) с. Сутка. Действует
- Церковь Усекновения Главы Иоанна Предтечи (1828 г) с.Косково. Восстанавливается
- Церковь Николая Чудотворца (1794 г) д.Захарово. Не действует

### Утраченные
- Церковь Николая Чудотворца (1911 г) с.Горелово. Разрушено
- Деревянная церковь Благовещения Пресвятой Богородицы (1788 г) с.Горинское. Разрушено
- Деревянная церковь Димитрия Солунского (1783 г) село Сутка. Разрушено

## Транспорт
В Брейтовском районе есть автобусное сообщение, обслуживаемое Шестихинским АТП. До районного центра из других районов области обычно добираются на личном автотранспорте или на автобусе по суше, также можно использовать водное сообщение в виде «Метеора», но только летом, или даже вертолёт, так как в райцентре есть свой аэродром. Аэродром небольшой, но принимает вертолёты из г. Ярославль, и небольшие самолёты.

## Известные уроженцы
- Калинин, Николай Васильевич (1897—1970) — советский военный деятель, генерал-майор (1941).
- Маликов, Николай Иванович — полный кавалер ордена Славы.
- Сбитнев, Евгений Александрович — физик, родился в 1927 году в деревне Лопатино.